# Néfertiti, reine du Nil
Pour les articles homonymes, voir Nefertiti.
Pour plus de détails, voir Fiche technique et Distribution.
Néfertiti, reine du Nil (Nefertite, regina del Nilo) est un péplum italien de Fernando Cerchio sorti en 1961.

## Synopsis
La vestale Tanit, fille du grand prêtre Benakon de Thèbes, a rejoint son amant Tumos, un sculpteur. Découverte par les hommes de son père, Tanit est ramenée chez Benakon. Il lui promet son pardon si elle épouse le prince Aménophis…

## Fiche technique
- Titre original : Nefertite, regina del Nilo
- Titre français : Néfertiti, reine du Nil
- Réalisation : Fernando Cerchio assisté de John Alarimo, Mauro Severino
- Scénario  : Emerico Pappi, Fernando Cerchio, Ottavio Poggi et John Byrne
- Décors : Ernesto Kromberg
- Costumes : Gian Carlo Bartolini Salimbeni
- Maquillage : Eligio Trani
- Image : Massimo Dallamano
- Montage : Renato Cinquini
- Chorégraphie : Wilbert Bradley
- Musique : Carlo Rustichelli dirigée par Pier Ludovico Urbini
- Production : Ottavio Poggi
- Société de distribution : Cocinor
- Durée : 106 minutes
- Format : Couleurs (Eastmancolor) - 35 mm - 2,35:1 (Supercinescope) - Son mono
- Pays d’origine : Italie, Max production Rome
- Genre : péplum
- Dates de sortie :  Italie : 20 septembre 1961  ;  France : 1er août 1962

## Distribution
- Jeanne Crain (VF : Janine Freson) : Néfertiti / Tanit
- Edmund Purdom (VF : Jean-Claude Michel) : Tumos
- Vincent Price (VF : Paul-Émile Deiber) : Benakon
- Amedeo Nazzari (VF : Jean Davy) : Aménophis
- Liana Orfei : Merith
- Alberto Farnese (VF : Claude Bertrand) : Dakim
- Carlo D'Angelo (VF : Jean-Henri Chambois) : Seper le prêtre
- Piero Palermini (VF : William Sabatier) : Nagor
- Gino Talamo (VF : Maurice Pierrat) : Kanru
- Clelia Matania (VF : Lita Recio) : la nurse Penaba
- Raf Baldassarre (VF : Henry Djanik) : Mareb chef des armées
- Giulio Marchetti : Le maître de Tumos